# Сераково (Ґолюбсько-Добжинський повіт)
Сераково (пол. Sierakowo) — село в Польщі, у гміні Ковалево-Поморське Ґолюбсько-Добжинського повіту Куявсько-Поморського воєводства.
Населення — 337 осіб (2011).
У 1975—1998 роках село належало до Торунського воєводства.

## Демографія
Демографічна структура станом на 31 березня 2011 року:
|          | Загалом | Допрацездатний вік | Працездатний вік | Постпрацездатний вік |
| -------- | ------- | ------------------ | ---------------- | -------------------- |
| Чоловіки | 170     | 38                 | 117              | 15                   |
| Жінки    | 167     | 34                 | 99               | 34                   |
| Разом    | 337     | 72                 | 216              | 49                   |